# العلاقات الغيانية الكمبودية
العلاقات الغيانية الكمبودية هي العلاقات الثنائية التي تجمع بين غيانا وكمبوديا.

## مقارنة بين البلدين
هذه مقارنة عامة ومرجعية للدولتين:
| وجه المقارنة                                              | غيانا        | كمبوديا                   |
| --------------------------------------------------------- | ------------ | ------------------------- |
| المساحة (كم2)                                             | 214.97 ألف   | 181.03 ألف                |
| عدد السكان (نسمة)                                         | 777.86 ألف   | 16.01 مليون               |
| الكثافة السكانية (ن./كم²)                                 | 3.62         | 88.44                     |
| العاصمة                                                   | جورج تاون    | بنوم بنه                  |
| اللغة الرسمية                                             | لغة إنجليزية | اللغة الخميرية            |
| العملة                                                    | دولار غياني  | ريال كمبودي، دولار أمريكي |
| الناتج المحلي الإجمالي (بليون دولار)                      | 3.68 مليار   | 22.16 مليار               |
| الناتج المحلي الإجمالي (تعادل القوة الشرائية) بليون دولار | 5.77 مليار   | 54.37 مليار               |
| الناتج المحلي الإجمالي الاسمي للفرد دولار أمريكي          | 4.13 ألف     | 1.16 ألف                  |
| الناتج المحلي الإجمالي للفرد دولار أمريكي                 |              | 3.26 ألف                  |
| مؤشر التنمية البشرية                                      |              | 0.555                     |
| رمز المكالمات الدولي                                      | +592         | +855                      |
| رمز الإنترنت                                              | .gy          | .kh                       |
| المنطقة الزمنية                                           | 00           | ت ع م+07:00               |

## منظمات دولية مشتركة
يشترك البلدان في عضوية مجموعة من المنظمات الدولية، منها:
| علم المنظمة | اسم المنظمة                               | تاريخ انضمام غيانا | تاريخ انضمام كمبوديا |
| ----------- | ----------------------------------------- | ------------------ | -------------------- |
|             | مؤسسة التنمية الدولية                     | 4 يناير 1967       | 22 يوليو 1970        |
|             | يونسكو                                    | 21 مارس 1967       | 3 يوليو 1951         |
|             | وكالة ضمان الاستثمار متعدد الأطراف        | 18 يناير 1989      | 1 ديسمبر 1999        |
|             | الأمم المتحدة                             | 20 سبتمبر 1966     | 14 ديسمبر 1955       |
|             | الاتحاد البريدي العالمي                   | ?                  | ?                    |
|             | البنك الدولي للإنشاء والتعمير             | 26 سبتمبر 1966     | 22 يوليو 1970        |
|             | الاتحاد الدولي للاتصالات                  | 8 مارس 1967        | 10 أبريل 1952        |
|             | منظمة حظر الأسلحة الكيميائية              | ?                  | ?                    |
|             | مؤسسة التمويل الدولية                     | 4 يناير 1967       | 26 مارس 1997         |
|             | المركز الدولي لتسوية المنازعات الاستشارية | 10 أغسطس 1969      | 19 يناير 2005        |
|             | منظمة التجارة العالمية                    | ?                  | ?                    |
|             | منظمة الشرطة الجنائية الدولية             | ?                  | ?                    |

## وصلات خارجية
- موقع وزارة الخارجية الغيانية
- موقع وزارة الخارجية الكمبودية